# Helene Herrmann

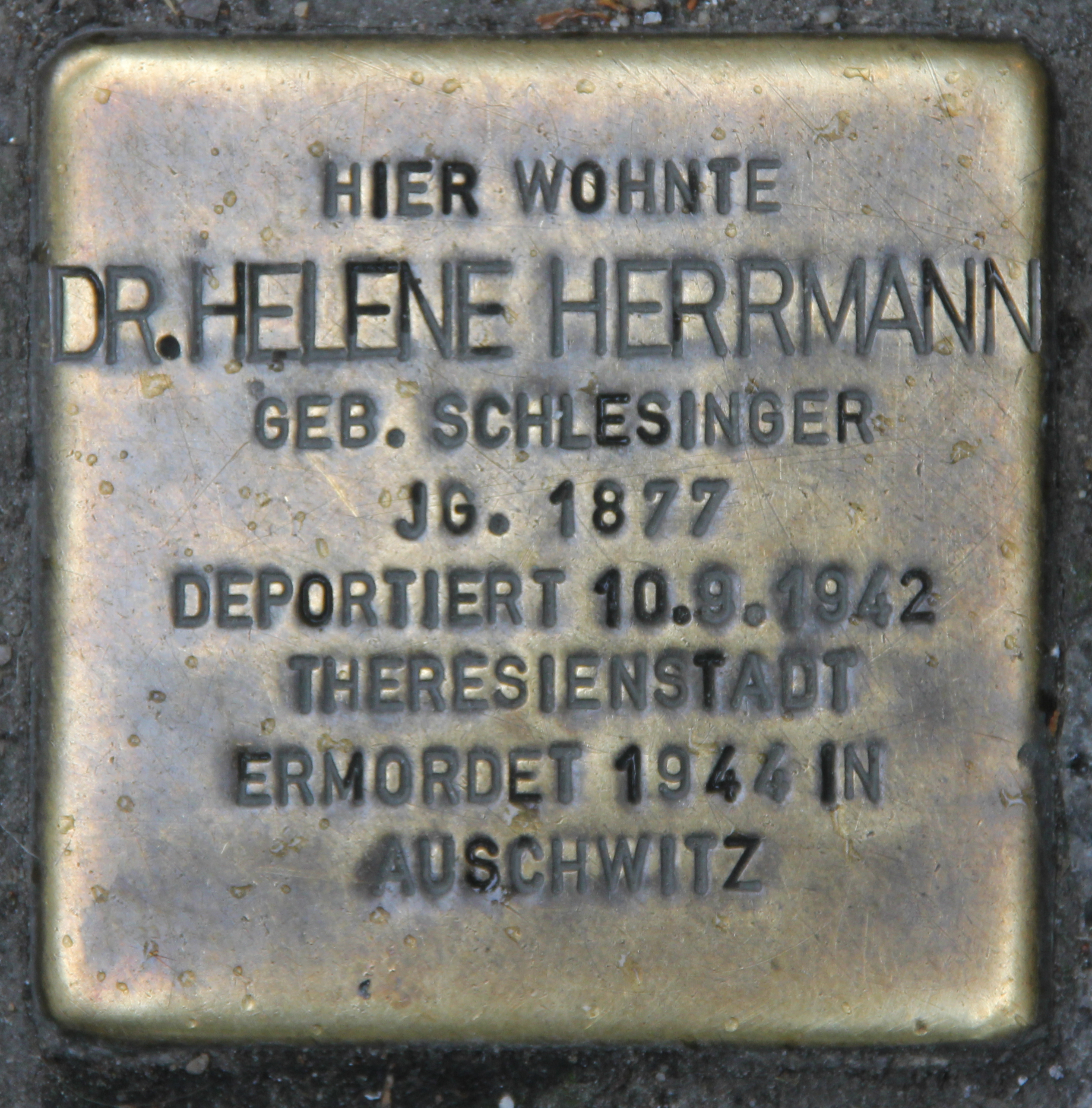
Stolperstein vor dem Haus, Augsburger Straße 42, in Berlin-Charlottenburg

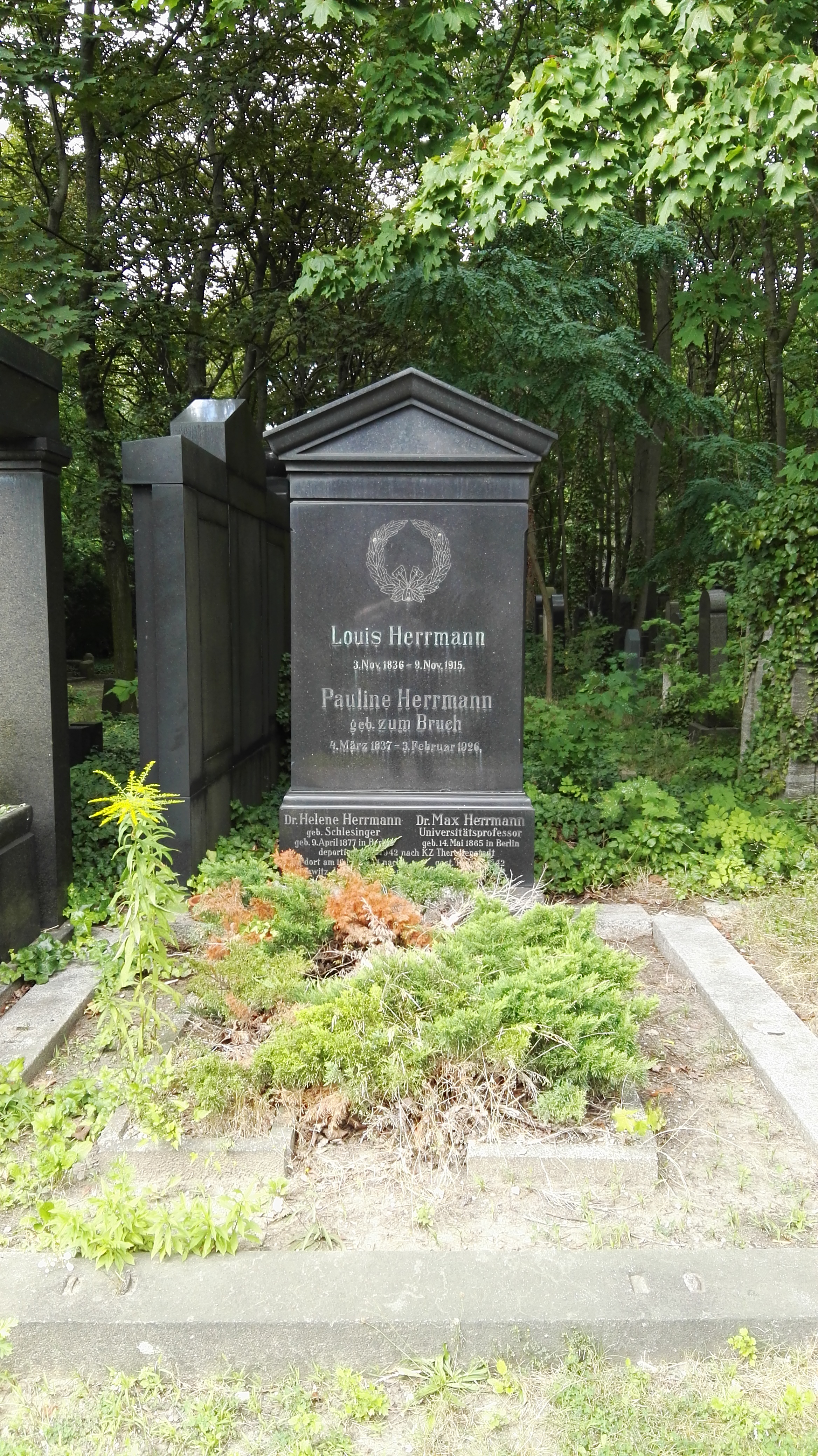
Grab auf dem Jüdischen Friedhof Berlin-Weißensee (unten links, daneben ihr Ehemann Max)

Helene Ulrike Herrmann, geborene Schlesinger (* 9. April 1877 in Berlin; † 10. Juli 1944 in Auschwitz), war eine deutsche Lehrerin und Literaturwissenschaftlerin.

## Leben
Hermann war die Tochter des Kaufmannes Emil Schlesinger und der Martha geb. Avellis. Geboren wurde sie in der elterlichen Wohnung in der Mohrenstraße 37. Von 1893 bis 1897 besuchte sie Helene Langes „Gymnasialkurse für Frauen“. 1898 heiratete sie den Theaterwissenschaftler Max Herrmann; zugleich nahm sie das Studium der deutschen Philologie und Kunstgeschichte an der Berliner Universität auf. Als erste verheiratete Frau im Deutschen Reich promovierte sie 1902 bei Erich Schmidt und Wilhelm Dilthey mit der Arbeit Die psychologischen Anschauungen des jungen Goethe und seiner Zeit.
1907 legte sie das Examen für das Lehramt an höheren Schulen ab und trat eine Stelle als Lehrerin am Falkschen Gymnasium in Berlin an. Sie unterrichtete auch in den humanistischen Kursen Sigmund Auerbachs, nach dessen Tod sie die Schulleitung übernahm. 1933 gründete sie gemeinsam mit Vera Lachmann eine kleine, vor allem von jüdischen Kindern besuchte Privatschule in Berlin-Grunewald, an der Helene Herrmann Englisch, Französisch und Latein unterrichtete; ihr Ehemann Max Herrmann war zu dieser Zeit wegen seiner jüdischen Herkunft schon aus seinen akademischen Stellungen entlassen. 1938 wurde die Schließung der Schule angeordnet; ab dieser Zeit erteilte Helene Herrmann lediglich noch Privatunterricht.
Am 10. September 1942 wurden Helene und Max Herrmann mit dem 63. Transport aus Berlin nach Theresienstadt verschleppt. Max Herrmann kam dort im November 1942 ums Leben. Helene Herrmann wurde gemeinsam mit ihrer Schwester Katharina Finder genannt Käte, geb. Schlesinger, am 16. Mai 1944 mit einem sogenannten „Arbeitseinsatztransport“ aus Theresienstadt in das Konzentrationslager Auschwitz deportiert. Der genaue Todestag ist nicht bekannt; es ist davon auszugehen, dass Helene Herrmann wie die anderen nicht arbeitsfähigen Insassen des Transportes am 10. oder 11. Juli 1944 in den Gaskammern in Auschwitz-Birkenau ermordet wurde.
Am 17. November 2008 wurde vor ihrem ehemaligen Wohnhaus in der Augsburger Straße in Berlin-Charlottenburg ein Stolperstein verlegt.

## Veröffentlichungen
- Einfühlung und Verstehen. Schriften über Dichtung. Hrsg. von Joachim Biener. Reclam, Leipzig 1988, ISBN 3-379-00343-3.
- Feinheit der Sprache. Aufsätze zur Literatur aus den Jahren 1903–1937. Flensburg 1999.